# Fri (musikalbum)
Fri är ett studioalbum från 1984 av den svenska sångerskan Monica Törnell.

Inspelningen skedde i Sonet Studio 3, september-oktober 1984. Inspelningstekniker var Leif Allansson och producent Ulf Wahlberg. Skivnumret är Air Music AIRLP 1015. Även utgiven som musiktryck Air Music AIR 923 (1984).
Singeln Fri/Bidar min tid (AIRS 023) utgavs 1984, medan låten Nio liv kom som maxisingel 1985 med tre versioner (Club Mix, Radio Mix och Dubbmix), mixning Göran Andersson. Skivnummer AIRS 025 MAX.

## Låtlista

### Sida A
1. Fri (Monica Törnell)
2. Som ett nyfött barn (musik: Janne Schaffer, text: Monica Törnell)
3. Stanna hos mig (musik: Ulf Wahlberg, text: Monica Törnell)
4. Ringer du mig? (musik: Monica Törnell, text: Monica Törnell - Anders F Rönnblom)
5. Vi ger oss (musik: Frankie Miller - Andy Fraser, svensk text: Anders F Rönnblom)

### Sida B
1. Nio liv (Bo "Blixten" Dahlman)
2. Ensam utan dig (musik: Kin Vassy, svensk text Monica Törnell)
3. Hur vågar du... (min depression) (Monica Törnell)
4. Någon i ditt liv (musik: Diane Warren - Robbie Buchanan, svensk text: Monica Törnell)
5. Bidar min tid (musik: Bror Törnell - Monica Törnell, text: Monica Törnell)

## Medverkande musiker
- Örjan Byström, bas
- Rosa Gröning, kör
- Henrik "Hempo" Hildén, trummor
- Dougie Lawton, kör
- Björn J:son Lindh, keyboards
- Per Lindvall, trummor
- Agneta Olsson, kör
- Janne Schaffer, gitarr
- Kay Söderström, bas, keyboards, kör
- Bengt "Benna" Sörman, trummor
- Bror Törnell, gitarr
- Ulf Wahlberg, keyboards
- Christian Veltman, bas
- Frank Ådahl, kör